# کاترین ماتشروت
کاترین ماتشروت (انگلیسی: Katrin Mattscherodt؛ زادهٔ ۲۶ اکتبر ۱۹۸۱) اسکیت‌باز سرعت اهل آلمان است.